# Nicolaes Visscher I

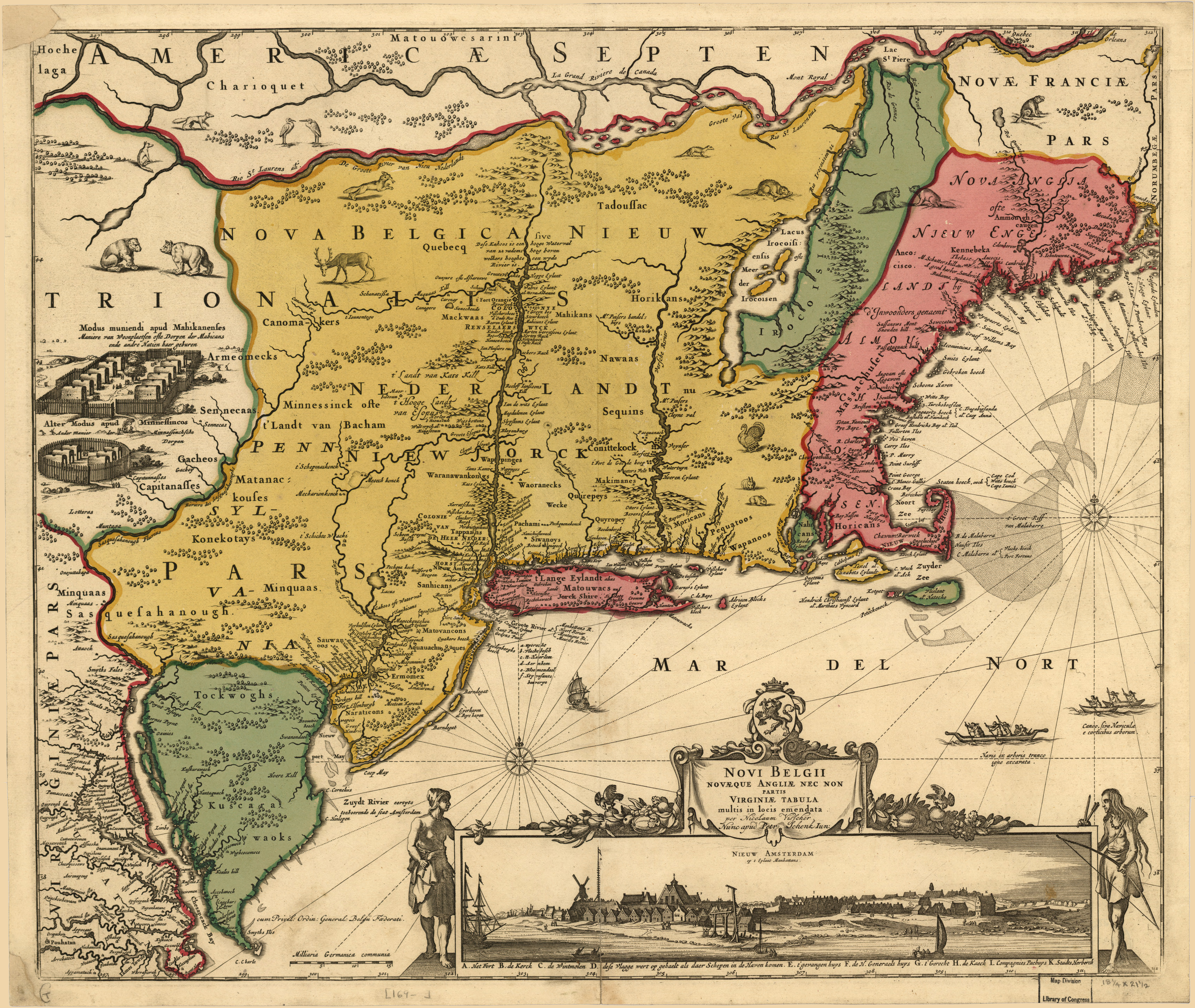
Visschers Karte Novi Belgii Novæque Angliæ, hier als Nachdruck aus dem Jahr 1685, ist die bekannteste zeitgenössische Abbildung Nieuw Nederlands

Nicolaes Visscher I (* 1618; † 1679 in Amsterdam) war ein niederländischer Kupferstecher, Kartograph und Verleger. Er gehörte zu der von seinem Vater Claes Janszoon Visscher begründeten niederländischen Kunsthändler-, Kupferstecher- und Verleger-Dynastie.
Nach dem Tod seines Vaters im Jahr 1652 übernahm er dessen Kunstverlag und setzte zunächst die Herausgabe der Atlanten und Karten fort, die sein Vater begonnen hatte. Danach begann er mit der Herausgabe von Werken unter seinem eigenen Namen. Gemeinsam mit seinem Sohn Nicolaes Visscher II (1649–1702) stach er eine große Menge Druckplatten und füllte so den Vorrat des Verlages weiter auf. In den Atlanten „Atlas Contractus“, „Atlas Minor“ und „Germania Inferior“ finden sich davon rund 170 Tafeln. Zwei erhalten gebliebene Verlagskataloge von 1677 und 1682 verzeichnen jedoch weitaus mehr Kunstdrucke, als kartographisches Material.
Nach Visschers Tod im Jahr 1679 wurde der Kartenverlag zunächst von seinem Sohn und dann von dessen Witwe Elisabeth Verseyl († 1726) weitergeführt. Nach deren Tod übernahm Andries de Leth, ein Mitarbeiter Nicolaes Visschers II, den Verlag, der Name „In de Visscher“ blieb bestehen. Später gelangte ein Teil der Kupferplatten der Visschers an Petrus Schenk II (1693–1775), der sie für zahlreiche Nachdrucke nutzte.

## Werke
- Africae Accurata Tabula : Nobilißimo Spectatißimo Prudentißimoque Viro D. Gerardo Schaep, I. V. D. Toparchae in Cortenhoeff, Consuli ac Senatori Amstelaedamensis: et ad Serenißimos Sueciae Daniaeque Reges quondam Legato dignißimo. Cum Privilegio Ordin. General. Belgii Foederati. Amsterdam, 1680 (Digitalisierte Ausgabe)
- Asiae nova Delineatio : Spectatmo. Consultmoque. Viro D. Henrico Spiegel, Urbis Amstelaedamensis Consuli et Senatori, nec non in Consessu Indicae Orientalis Assessori gravissimo. Cum Privilegio Ordin. General. Belgii Foederati. Amsterdam, 1657 (Digitalisierte Ausgabe)
- Atlas minor sive geographia compendiosa, qua orbis terrarum per paucas attamen novissimas tabulas ostenditur : cum condrusii et aliis regionibus adjacentibus, cum privil:Ordin:General:Belgii Foederati. Amsterdam, 1698 (Digitalisierte Ausgabe)
- Atlas Minor : Sive totius Orbis Terrarum Contracta Delineat[a] : cum Privil. Ordin. General. Belgii Foederati. Amsterdam, [1700]. 2 Bände (Digitalisat)
- Caerte van T' Vrye Synde een gedeelte van Vlaendren : van nieus gecorigeert en met vlyt gebetert. Amsterdam, 1633 (Digitalisierte Ausgabe)
- Tabula Russiae : [gewidmet] Tzari et Magno Duci Michaeli Foedrowits. Amsterdam, 1651 (Digitalisierte Ausgabe)
- Comitatus Hollandia Tabula Pluribus Locis Recens Emendata. Amsterdam, 1652 (Digitalisierte Ausgabe)
- Ducatus Geldriae nec non Comitatus Zutphaniae : cum adjacentibus Regionibus denuo recogniti, et editi. Amsterdam, 1630 (Digitalisierte Ausgabe)
- Lovaniensis tetrarchia una cum Arscotano ducatu in eiusdem ditiones subiacentes accuratissime divisa. Amsterdam, 1677 (Digitalisierte Ausgabe)
- Europa delineata et recens edita. Amsterdam, 1698 (Digitalisierte Ausgabe)
- Exactißima Helvetiae, Rhaetiae, Valesiae Caeterorumque Confoederatorum ut et finitimorum Populorum Regionum Tabula. Amsterdam, 1698 (Digitalisierte Ausgabe)
- Hispaniae Et Portugalliae Regna. Amsterdam, 1698 (Digitalisierte Ausgabe)
- Imperii Sinarum Nova Descriptio. Amsterdam, 1698 (Digitalisierte Ausgabe)
- Indiae Orientalis nec non Insularum Adiacentium Nova Descriptio. Amsterdam, 1698 (Digitalisierte Ausgabe)
- Magnæ Britanniæ tabula, Angliam, Scotiam, et Hiberniam continens. Amsterdam, 1698 (Digitalisierte Ausgabe)
- Novissima et Accuratissima Totius Americae Descriptio : Amplißimo Spectat[issi]mo Prudent.moq[ue] Domino, D. Cornelio Witsen I.V.D, Consuli et Senatori Vrbis Amstelaedam.sis in Potent.mo Ordinum Generalium Consessu Deputato, ac Consilii Societatis Indicae Occidentalis Assessori dignissimo, Tabulam hanc D.D. N. Visscher Cum Privilegio Ordin. General. Belgii Foederati. Amsterdam, 1688 (Digitalisierte Ausgabe)
- Orbis Terrarum Nova Accuratissima Tabula. Amsterdam, 1698 (Digitalisierte Ausgabe)
- Regni Daniae Novissima et Accuratissima Tabula : [Widmung] Potentißimo Invictißimoque D. Christiano v. Daniae, Norvegiae, Gotthor., Vandalorum Regi etc. Hanc Daniae Tabulam D. D. D. ; cum Privil. Ordin. General. Belgii Foederati. Amsterdam, 1698 (Digitalisierte Ausgabe)
- Totius Italiae Tabula : [gewidmet] Cosmo III. Magno Etruriae Duci. Amsterdam, 1698 (Digitalisierte Ausgabe)
- Totius Regni Hungariae et adiacentium Regionum Tabula : o. 1683 ob res bellicas inter Christianos et Turcas de novo correcta ac innumeris locis aucta. Amsterdam, 1698 (Digitalisierte Ausgabe)
- Indiae Orientalis nec non Insularum Adiacentium Nova Descriptio / Per Nicolaum Visscher ; Cum Privilegio Ordinum Hollandiae et Westfrisiae. [ca. 1698] (Digitalisat)
- Comitatus Zelandiae Novissima Delineatio : [gewidmet] Adriano Veth. Vischer, Amsterdam ca. 1700 (Digitalisierte Ausgabe)